# Screenreader
Ein Screenreader (englisch screen reader „Bildschirmvorleser“), auch Vorlese-Anwendung genannt, ist eine Software, die Blinden und Sehbehinderten eine alternative Benutzerschnittstelle anstelle des Textmodus oder anstelle einer grafischen Benutzeroberfläche bietet. Ein Screenreader vermittelt die Informationen, die gewöhnlich auf dem Bildschirm ausgegeben werden, mithilfe nicht-visueller Ausgabegeräte. Die Bedienelemente und Texte werden dabei mittels Sprachsynthese akustisch zumeist über eine Soundkarte oder taktil über eine Braillezeile wiedergegeben.
Die Ausgabe ist dabei nicht auf Text beschränkt: Wiedergegeben werden alle am Bildschirm dargestellten grafischen Elemente wie Fenster, Menüs, Auswahlboxen, aktuelle Eingabeposition, Symbole usw. Die Ausführlichkeit der Wiedergabe dieser Elemente ist dabei in der Regel jeweils individuell einstellbar. Über Sprachausgabe und Braillezeile werden damit nicht nur einzelne Programme, sondern die gesamte grafische Benutzeroberfläche für Blinde und Sehbehinderte bedienbar.
Einige Screenreader sind auf spezielle Anwendungen beschränkt und ermöglichen keinen Zugriff auf das Betriebssystem. Die Screenreader werden dabei meist ausschließlich mit der Tastatur bedient.
Screenreader ermöglichen u. a. auch das Lesen und Bedienen von Webseiten. So werden bei visuellen Inhalten (Grafiken, Animationen, Videos) deren Alternativtexte vorgelesen. Mit speziellen Tastenkombinationen kann z. B. von Überschrift zu Überschrift (in der Regel mit der Taste H) und von Absatz zu Absatz (in der Regel mit der Taste P) gesprungen werden. Auch das direkte Ansteuern weiterer Textstrukturen ist möglich. Voraussetzung ist jedoch die barrierefreie Gestaltung einer Webpräsenz.

## Sprachausgabe
Die Erzeugung der synthetischen Sprache, um die Informationen akustisch auszugeben, erfolgt abhängig vom Hersteller nach zwei unterschiedlichen Verfahren:
Zum einen gibt es ein externes Gerät, das an den PC angeschlossen wird und die Sprache unabhängig vom benutzten Computer erzeugt. Dieser muss nur das Ausgabemedium mit den auszulesenden Informationen versorgen.
Zum anderen gibt es die einfachere Möglichkeit, die synthetische Sprache mit einem Programm (das viele Screenreader integriert haben) herzustellen und dann über PC-Lautsprecher oder Kopfhörer wiederzugeben.
Da die synthetische Sprache von einer Maschine produziert wird, wirkt die Sprachausgabe nicht immer angenehm und harmonisch, da die Sätze monoton ohne Pause oder Betonung vorgelesen werden und nicht jedes Wort richtig ausgesprochen wird. Abhilfe schafft aber meistens eine in der Software eingebaute Wörterbuchfunktion, mit der der Benutzer für bestimmte Wörter, Begriffe, Namen und Zeichenfolgen (zum Beispiel Smileys, Abkürzungen) eine spezielle Aussprache veranlassen kann, um die Verständlichkeit zu erhöhen. Der Benutzer kann selbst entscheiden, ob eine Männer- oder Frauenstimme erklingen soll; zusätzlich kann er einstellen, ob der Text langsam oder schnell gesprochen werden soll.

## Bekannte Screenreader

### Kostenlos oder Open-Source
- NonVisual Desktop Access (NVDA) – kostenloser und zunehmend verbreiteter Open-Source-Screenreader für Microsoft Windows
- Thunder
- Orca (Screenreader) für die grafische Benutzeroberfläche GNOME unter Linux
- Emacspeak

### Kommerziell
- JAWS, kurz für job access with speech. Der bekannteste Screenreader, aber mit 1.000 bis 2.000 Euro für drei Lizenzen sehr teuer. Kostenübernahme durch die Krankenkasse ist möglich.
- Blindows – deutscher Screenreader der Firma FRANK AudioData, später AudioData GmbH (heute BAUM Retec AG) für Windows 3.11 bis Windows XP. Die Entwicklung von BLINDOWS wurde 2006 zugunsten von COBRA eingestellt.
- Virgo – deutscher Screenreader der BAUM Retec AG für Windows 3.1 bis Windows XP. Die Entwicklung wurde 2006 zugunsten von COBRA eingestellt.
- SuperNova, vormals HAL von der Firma Dolphin

- COBRA (Entwicklung eingestellt) – deutscher Screenreader der BAUM Retec AG. Gemeinsamer Nachfolger von BLINDOWS und VIRGO.
- Window Eyes (Entwicklung eingestellt)

### Teil des Betriebssystems
- Microsoft Narrator – in Windows Desktop und Windows Phone integriert
- Talkback – Screenreader von Android
- VoiceOver – Screenreader von Mac OS X und iOS

### Browser-Plugins für Screenreader
- ChromeVox für Google Chrome
- FireVox für Mozilla Firefox. Letzte Aktualisierung vom August 2008.
- Webformator für Internet Explorer. Letzte Version 2.4c vom 9. Juli 2009.